# Російська асоціація пролетарських письменників
Російська асоціація пролетарських письменників (абревіатура: РАПП) — офіційний творчий союз у СРСР, що сформувався в січні 1925 р. як складова Всесоюзної асоціації пролетарських письменників (ВАПП, яка існувала з 1924 р.).
Ідеологія РАПП виражалася в журналі «На літературному посту» (1925—1932). Головними активістами і ідеологами РАПП були письменники Д. А. Фурманов, Ю. М. Либединський, В. М. Киршон, О. О. Фадєєв, В. П. Ставський, критики Л. Л. Авербах, В. Єрмілов. У РАПП налічувалося понад 4 тис. чоловік.
У історії літератури асоціація знаменита перш за все нападами на літераторів, що не відповідали, з погляду рапповців, критеріям справжнього радянського письменника. Тиск під гаслом «партійності літератури» виявлявся на таких різних письменників, як М. О. Булгаков, В. В. Маяковський, Максим Горький та інших.
РАПП, так само, як і ряд інших письменницьких організацій (Пролеткульт, ВОАПП), був розформований постановою ЦК ВКП (б) «Про перебудову літературно-художніх організацій» від 23 квітня 1932 р., що замінив стару організацію нової, Союзом письменників СРСР. Більшість членів РАПП увійшли до Союзу письменників.